# Kayes
För andra betydelser, se Kayes (olika betydelser).
Kayes är en ort och kommun i västra Mali och är den administrativa huvudorten för en region med samma namn. Den är samtidigt huvudort för en av regionens administrativa kretsar, även den med samma namn som staden. Staden är belägen vid Senegalfloden och hade nästan 150 000 invånare 2013. Kayes har goda väg- och tågförbindelser, både till landets huvudstad Bamako i sydost och Senegals huvudstad Dakar vid atlantkusten i väster. Den var huvudstad i Franska Sudan mellan 1892 och 1899.

## Administrativ indelning
Kayes är indelat i sex stadsdelar (quartiers):
- Kayes N'Di
- Khasso
- Lafiabougou
- Legal Segou
- Liberte
- Plateau